# Грузино-иранские отношения
Грузино-иранские отношения — двусторонние дипломатические отношения между Грузией и Ираном.

## История
В 1991 году Грузия восстановила независимость в ходе распада Советского Союза и начала устанавливать контакты с Ираном во многих областях, в том числе: энергетика, транспорт, торговля, образование и наука. 15 мая 1992 года были установлены дипломатические отношения между странами. Иран стал одним из важнейших торговых партнёров Грузии, функционирует межправительственная совместная экономическая комиссия.
В 2008 году из-за своих тесных отношений с Россией и Грузией, Иран старался оставаться относительно нейтральным во время Пятидневной войны. Министр иностранных дел Ирана Манучехр Моттаки заявил, что этот конфликт может привести к началу новой Холодной войны и предложил выступить посредником в прекращении огня между Грузией и Россией. После того, как Россия признала независимость Абхазии и Южной Осетии, посол Ирана в России Саджади Реза сделал заявление, что Иран не признаёт их независимость. Тем не менее, Саджади Реза также сказал, что Иран сочувствует народам Абхазии и Южной Осетии, а также то, что Тегеран будет сотрудничать с Москвой в развитии экономики этих двух частично признанных государств. 
В мае 2015 года между правительствами Грузии и Ирана велись переговоры по строительству двух электростанций в Грузии при участии иранского капитала.

## Экономика
В 2015 году на Иран пришлось 1,62 % от всего экспорта Грузии, а в Грузию поступило 1,19 % от общего объёма иранского экспорта. Экспорт Ирана в Грузию: продукты питания, нефтехимические и фармацевтические продукты. С другой стороны, Иран пытается развивать свою нефтехимическое производство и, следовательно, диверсификации экономики доминируют добычи нефти и газа. Грузинский рынок является основным потребителем следующих иранских товаров: битум (80 % от общего объёма произведённого в Грузии), нефтяной кокс (57,8 %), термополированное стекло (57 %), виноград (51 %), а также мешки и сумки (33 %). В 2015 году Грузия экспортировала в Иран товаров на сумму 35 782 000 долларов США.